# Saint-Germain-de-Belvès
Saint-Germain-de-Belvès es una comuna francesa situada en el departamento de Dordoña, en la región de Nueva Aquitania.

## Demografía
| 169 | 144 | 124 | 107 | 108 | 139 | 173 |
| Para los censos de 1962 a 1999 la población legal corresponde a la población sin duplicidades (Fuente: INSEE [Consultar]) |     |     |     |     |     |     |